# Ngô phu nhân (Đường Túc Tông)
Chương Kính Ngô hoàng hậu (chữ Hán: 章敬吳皇后; ? - 730), thông xưng Ngô phu nhân (吳夫人), là cơ thiếp của Đường Túc Tông Lý Hanh khi ông còn là Thái tử. Bà được biết đến là sinh mẫu của Đường Đại Tông Lý Dự.

## Tiểu sử
Chương Kính hoàng hậu Ngô thị là người huyện Bộc Dương thuộc Bộc Châu. Tằng tổ của Ngô thị là Ngô Huyến (吴绚), vốn là Huyện lệnh của huyện Đức Dương, tổ phụ Ngô Huấn (吴训) từng là Huyện lệnh của huyện Thần Tuyền. Cha bà Ngô Lệnh Khuê (吴令珪), đương thời là Huyện thừa của huyện Bì, do phạm tội mà cả nhà liên lụy, Ngô thị do đó bị sung nhập dịch đình.
Năm Khai Nguyên thứ 13 (725), Đường Huyền Tông đến phủ của Thiểm vương Lý Tự Thăng (tức Đường Túc Tông), thấy trong phủ không có đến một thị thiếp, bèn mệnh Cao Lực Sĩ đến dịch đình tuyển chọn Ngô thị vào phủ Thiểm vương. Ngô thị thông minh đoan lệ, tuy thân phận tiện nô nhưng từ nhỏ thấm nhuần gia lễ, rất được Thiểm vương sủng ái.
Năm Khai Nguyên thứ 14 (726), tầm 1 năm sau khi nhập phủ, Ngô thị sinh hạ Trưởng tử Lý Thục, chính là Đường Đại Tông tương lai. Năm thứ 16 (728), Ngô thị lại sinh hạ Hoàng tam nữ Hoà Chính công chúa. Năm thứ 18 (730), Ngô thị qua đời, không rõ bao nhiêu tuổi. Thi hài được an táng bên ngoài Xuân Minh môn (春明門).
Căn cứ Tân Đường thư, Ngô thị được ghi là [Niên thập bát, hoăng; 年十八薨], ý là Ngô thị qua đời khi năm 18 tuổi. Tuy nhiên căn cứ Cựu Đường thư thì Ngô thị được ghi: [Nhị thập bát niên, hoăng; 二十八年薨], là ý chỉ Ngô thị qua đời năm Khai Nguyên thứ 28 (740), ở đây sinh ra mâu thuẫn. Nếu Ngô thị năm Khai Nguyên thứ 28 qua đời, cộng thêm chi tiết của Tân Đường thư thì là khi 18 tuổi, thế chẳng lẽ Ngô thị hạ sinh Đại Tông năm thứ 14, chỉ mới 4 tuổi, hoàn toàn vô lý. Việc thông tin Cựu Đường thư sai lầm việc ghi chép, ghi sự kiện Huyền Tông giá hạnh phủ Thiểm vương năm Khai Nguyên thứ 13, mà lại ghi thành Khai Nguyên thứ 23 đã được Tư Mã Quang khi soạn Tư trị thông giám đã tiến hành khảo dị và đính chính.

## Truy tôn
Năm Bảo Ứng nguyên niên (762), con trai Ngô thị là Thái tử Lý Dự tức vị, sử gọi Đường Đại Tông. Ngô phu nhân được con trai vọng tôn làm Hoàng thái hậu. Sang tháng 12 cùng năm, Đại Tông tiến hành thụy tặng cho mẹ là Ngô thị làm Chương Kính hoàng hậu (章敬皇后). Năm Bảo Ứng thứ 2 (763), phụ táng Kiến lăng (建陵), chung với Đường Túc Tông. Khi ấy, Tể thần Quách Tử Nghi đại diện chúng quần thần, thượng biểu dâng tôn thụy hiệu cho Ngô Thái hậu.
Tấu sớ viết:
| “                                    | 儷宸極者，允歸於淑德；諡徽號者，必副於鴻名。當履運而承天，則因心而追往，此先王之明訓，聖人之茂典也。伏惟先太后圓精挺質，方祗稟秀。禎符協於四星，典禮敦于萬國，得元和之正氣，韞霄漢之清英。顧史求箴，道先於壺則；捴謙率禮，教備於中闈。太陰無昃朓之征，丙殿有祝延之慶。尊敬師傅，佩服禮經，勤於蘋藻之薦，罔貴珩璜之飾。徽音允穆，嘉慶聿彰，憲度輔佐之勞，緝熙玄默之化，足以光昭宗祀，作配紫微。豈《騶虞》之風，行于江、漢之域；《葛覃》之詠，起自岐陽之下。爰膺歷數，作啟聖明，大拯艱難，永清夷夏。雖復文母成周王之業，慶都誕帝堯之聖，異代同符，彼多慚德。昊蒼不吊，聖善長違。當圓魄之成，玉英早落；有坤儀之美，象服未加。悲懷於先遠之辰，感慟于易名之日。伏以山陵貞兆，良吉有期，虞祔之儀，式資配享。率由故實，敬奉嘉名。謹按諡法：『敬慎高明曰章，法度明大曰章，夙興夜寐曰敬，齊莊中正曰敬。』敢遵先典，仰圖懿德，謹上尊諡曰章敬皇后。 . Lệ thần cực giả, duẫn quy vu thục đức; thụy huy hào giả, tất phó vu hồng danh. Đương lí vận nhi thừa thiên, tắc nhân tâm nhi truy vãng, thử Tiên vương chi minh huấn, thánh nhân chi mậu điển dã. Phục duy Tiên Thái hậu, viên tinh đĩnh chất, phương chi bẩm tú. Trinh phù hiệp vu tứ tinh, điển lễ đôn vu vạn quốc, đắc nguyên hòa chi chính khí, uẩn tiêu hán chi thanh anh. Cố sử cầu châm, đạo tiên vu hồ tắc; tổng khiêm suất lễ, giáo bị vu trung vi. Thái âm vô trắc thiểu chi chinh, bính điện hữu chúc duyên chi khánh. Tôn kính sư phó, bội phục lễ kinh, cần vu bình tảo chi tiến, võng quý hành hoàng chi sức. Huy âm duẫn mục, gia khánh duật chương, hiến độ phụ tá chi lao, tập hi huyền mặc chi hóa, túc dĩ quang chiêu tông tự, tác phối tử vi. Khởi 《Sô Ngu》 chi phong, hành vu giang, hán chi vực; 《Cát Đàm》 chi vịnh, khởi tự kỳ dương chi hạ. Viên ưng lịch sổ, tác khải thánh minh, đại chửng gian nan, vĩnh thanh di hạ. Tuy phục văn mẫu thành chu vương chi nghiệp, khánh đô đản đế nghiêu chi thánh, dị đại đồng phù, bỉ đa tàm đức. Hạo thương bất điếu, thánh thiện trường vi. Đương viên phách chi thành, ngọc anh tảo lạc; hữu khôn nghi chi mỹ, tượng phục vị gia. Bi hoài vu tiên viễn chi thần, cảm đỗng vu dịch danh chi nhật. Phục dĩ Sơn lăng trinh triệu, lương cát hữu kỳ, ngu phụ chi nghi, thức tư phối hưởng. Suất do cố thật, kính phụng gia danh. Cẩn án thụy pháp: 『Kính thận cao minh viết Chương, pháp độ minh đại viết Chương, túc hưng dạ mị viết Kính, tề trang trung chính viết Kính. 』 cảm tuân tiên điển, ngưỡng đồ ý đức, cẩn thượng tôn thụy, viết Chương Kính hoàng hậu. | ” |
| — Sách tôn Chương Kính Ngô hoàng hậu | |   |

Vì Ngô thị là sinh mẫu của Hoàng đế, gia tặng Hoàng hậu, nhà họ Ngô của bà cũng được hiển quý theo lệ ngoại thích. Cha bà Ngô Lệnh Khuê được truy tặng Thái úy; mẫu thân Lý thị tặng tước vị Tần Quốc phu nhân (秦国夫人). Thúc phụ của Ngô thị là Ngô Lệnh Dao (吴令瑶) được phong chức Thái tử gia lệnh (太子家令), tước Phùng Dực quận công (冯翊郡公); một người thúc phụ khác là Ngô Lệnh Du (吴令瑜) được ân phong Thái tử Hữu dụ đức (太子右谕德), tước Tề Am quận công (济阴郡公). Em trai lớn của Ngô thị là Ngô Tự (吴溆) phong Hồng Lô tự Thiếu khanh, tước Quyên Thành huyện công (鄄城县公); em trai thứ Ngô Trừng (吴澄) được thụ phong Thái tử Tân khách (太子宾客), tước Bộc Dương huyện công (濮阳县公); và người em trai út là Ngô Thấu (吴凑) bái Thái tử Chiêm sự (太子詹事), tước Lâm Bộc huyện công (临濮县公).
Sau đó, những người nam duệ trên của họ Ngô còn được gia Khai phủ Nghi đồng tam tư (开府仪同三司), Ngô Tự về sau làm đến Hữu Đại tướng quân của Kim Ngô vệ (金吾卫), Ngô Thấu giữ tiếp chức Tả Đại tướng quân, sau đến Kinh Triệu doãn.